# Carlos Machado Sobrados
Carlos Machado Sobrados (Priego de Córdoba, 18 de junio de 1980) es un jugador de tenis de mesa, 11 veces campeón de España (el jugador que más veces ha ganado esta competición) -7 de ellas consecutivas- y ganador de 6 Copas del Rey. También fue campeón de España en dobles, formando pareja con su hermano José Luis. Medallista en los Juegos Mediterráneos de Almería de 2005, Juegos Mediterráneos de Pescara de 2009 y Juegos Mediterráneos de Mersin de 2013, e Internacional absoluto. 
Participante en los Juegos Olímpicos de Londres 2012.

## Historia
Carlos forma parte de una familia volcada con el deporte del tenis de mesa. Se inició y formó en la cantera local prieguense, incorporándose al club local CajaSur Priego TM, en el que ha militado hasta la actualidad. El club fue fundado en 1992, presidido por su hermano Miguel Ángel (actual presidente de la Federación Española de tenis de mesa desde el año 2008). Sus hermanos José Luis y Jesús también fueron jugadores.

## Palmarés
| Año  | Evento                        | Lugar                     | Puesto | Disciplina |
| ---- | ----------------------------- | ------------------------- | ------ | ---------- |
| 2001 | Campeonato de España Absoluto | Cartagena ( España)       | 1.º    | Individual |
| 2004 | Campeonato de España Absoluto | Ceuta ( España)           | 1.º    | Individual |
| 2005 | Juegos Mediterráneos          | Almería ( España)         | 2.º    | Dobles     |
| 2006 | Campeonato de España Absoluto | Cartagena ( España)       | 1.º    | Individual |
| 2006 | Campeonato de España Absoluto | Cartagena ( España)       | 1.º    | Dobles     |
| 2008 | Campeonato de España Absoluto | Burguillos ( España)      | 1.º    | Individual |
| 2009 | Campeonato de España Absoluto | Collado Mediano ( España) | 1.º    | Individual |
| 2009 | Juegos Mediterráneos          | Pescara ( Italia)         | 3.º    | Individual |
| 2010 | Campeonato de España Absoluto | Antequera ( España)       | 1.º    | Individual |
| 2011 | Campeonato de España Absoluto | Almería ( España)         | 1.º    | Individual |
| 2012 | Copa del Rey                  | Almería ( España)         | 1.º    | Equipo     |
| 2012 | Copa del Rey                  | Almería ( España)         | 1.º    | Individual |
| 2012 | Campeonato de España Absoluto | Almería ( España)         | 1.º    | Individual |
| 2013 | Campeonato de España Absoluto | Pontevedra ( España)      | 1.º    | Individual |
| 2013 | Juegos Mediterráneos          | Mersin ( Turquía)         | 3.º    | Equipo     |
| 2014 | Campeonato de España Absoluto | Antequera ( España)       | 1.º    | Individual |
| 2016 | Campeonato de España Absoluto | Blanes ( España)          | 2.º    | Individual |
| 2017 | Campeonato de España Absoluto | Almería ( España)         | 2.º    | Individual |
| 2018 | Campeonato de España Absoluto | Antequera ( España)       | 1.º    | Individual |
| 2020 | Campeonato de España Absoluto | Granada ( España)         | 2.º    | Individual |